# Бурцевский ручей
Бу́рцевский ручей — правый приток реки Клязьмы, длина вместе с временным водотоком составляет 2,5 километра.
Русло ручья находится в старинной ложбине стока, в летний период в бывшей деревне Бурцево (отсюда и гидроним), течения практически нет. В долине ручья находятся два довольно больших пруда (Бурцевские).

## Описание
Бурцевская балка, или Бурцевский ручей представляет собой большую ложбину, которая образовалась в ходе гляциальных рельефообразующих процессов. На юге ложбина встречается с долиной реки Грачёвки, входящей в бассейн реки Химки. Водораздел расположен к востоку от Новодмитровки: от Октябрьской железной дороги (Москва — Петербург) сток выходит на юго-восток в реки Химку и Москву, от Новодмитровки и Международного шоссе — на северо-запад в Молжаниновский ручей и реку Клязьму. Второй участок пересекает открытые территории (поля), его длина — около 3 км. Бурцевская балка проходит через Международное шоссе рядом с перекрёстком с дорогой на Новосёлки. К северо-западу в ложбине расположены два Бурцевских пруда — Верхний и Нижний, дальше Бурцевский ручей на небольшом участке заключён в бетонную конструкцию. Сток с этих прудов попадает в правую (восточную) часть Двурогого пруда, где соединяется с Молжаниновским ручьём. В последнее время паводковые воды из Верхнего Бурцевского пруда, в большинстве случаев, попадали в Мелькисаровский ручей по недавно вырытой канаве. Бурцевская балка довольно больших размеров, но склоны её не крутые, постепенно переходящие в склоны холмов Клинско-Дмитровской гряды. В жаркую погоду водоток внизу балки, несмотря на её размеры отсутствует, это указывает на то, что ложбину вымыл не этот ручей. Бурцевский ручей в некоторых случаях считают главным водотоком относительно Молжаниновского ручья, то есть притоком Клязьмы. В таком виде его длина составляет почти 4 км.